# Hyllus leucomelas
Hyllus leucomelas là một loài nhện trong họ Salticidae.
Loài này thuộc chi Hyllus. Hyllus leucomelas được Hippolyte Lucas miêu tả năm 1858.